# タトラT3 (ケムニッツ市電)
この項目では、タトラ国営会社スミーホフ工場（ČKDタトラ）が製造した路面電車車両（タトラカー）のタトラT3（タトラT3D）のうち、東ドイツ（ソ連）（→ドイツ）の都市・ケムニッツ（旧：カール＝マルクス＝シュタット）の路面電車であるケムニッツ市電の車両について解説する。付随車のタトラB3（タトラB3D）と共に1973年から1988年まで長期に渡る導入が行われ、更新が行われた一部車両は2020年現在も営業運転に使用されている。

## 概要
1880年に馬車鉄道として開通し、1893年から1898年の間に電化が行われたカール＝マルクス＝シュタット市電（現：ケムニッツ市電）は長年狭軌（925 mm）の路線網を有していたが、第二次世界大戦からの復興を経て軌間を標準軌（1,435 mm）へと変更される事となり、東ドイツ時代の1960年から順次改軌が実施された。当初これらの区間に導入された車両は東ドイツの国営企業であったゴータ車両製造製の2軸車（ゴータカー）で、以降もボギー車や連接車の増備が検討されていたが、経済相互援助会議（コメコン）の方針により同社での路面電車車両の生産が終了する事が決定した。それに伴い、当時カール＝マルクス＝シュタット市電を運営していた人民公社のカール＝マルクス＝シュタット地方輸送会社（VEB Nahverkehr Karl-Marx-Stadt、NVK）は、1967年にチェコスロバキア（現：チェコ）のČKDタトラとの間にタトラT3の導入に関する契約を交わした。
タトラT3はČKDタトラがチェコスロバキアを始め東側諸国に展開していた路面電車車両・タトラカーの1車種で、従来の車種から軽量化を始めとした改良が施され、長期に渡る大量生産が実施された事で知られている。その中でもタトラT3Dは東ドイツ（DDR）向けに機器の設計変更が行われた車種で、付随車であるタトラB3Dと共に生産が行われた。ただし、T3D・B3Dは車体幅が2,500 mmと広いため東ドイツ各地の路面電車の車両限界には適さず、本格的な導入が行われたのはカール＝マルクス＝シュタット（カール＝マルクス＝シュタット市電）以外にシュヴェリーン（シュヴェリーン市電）のみに留まった。

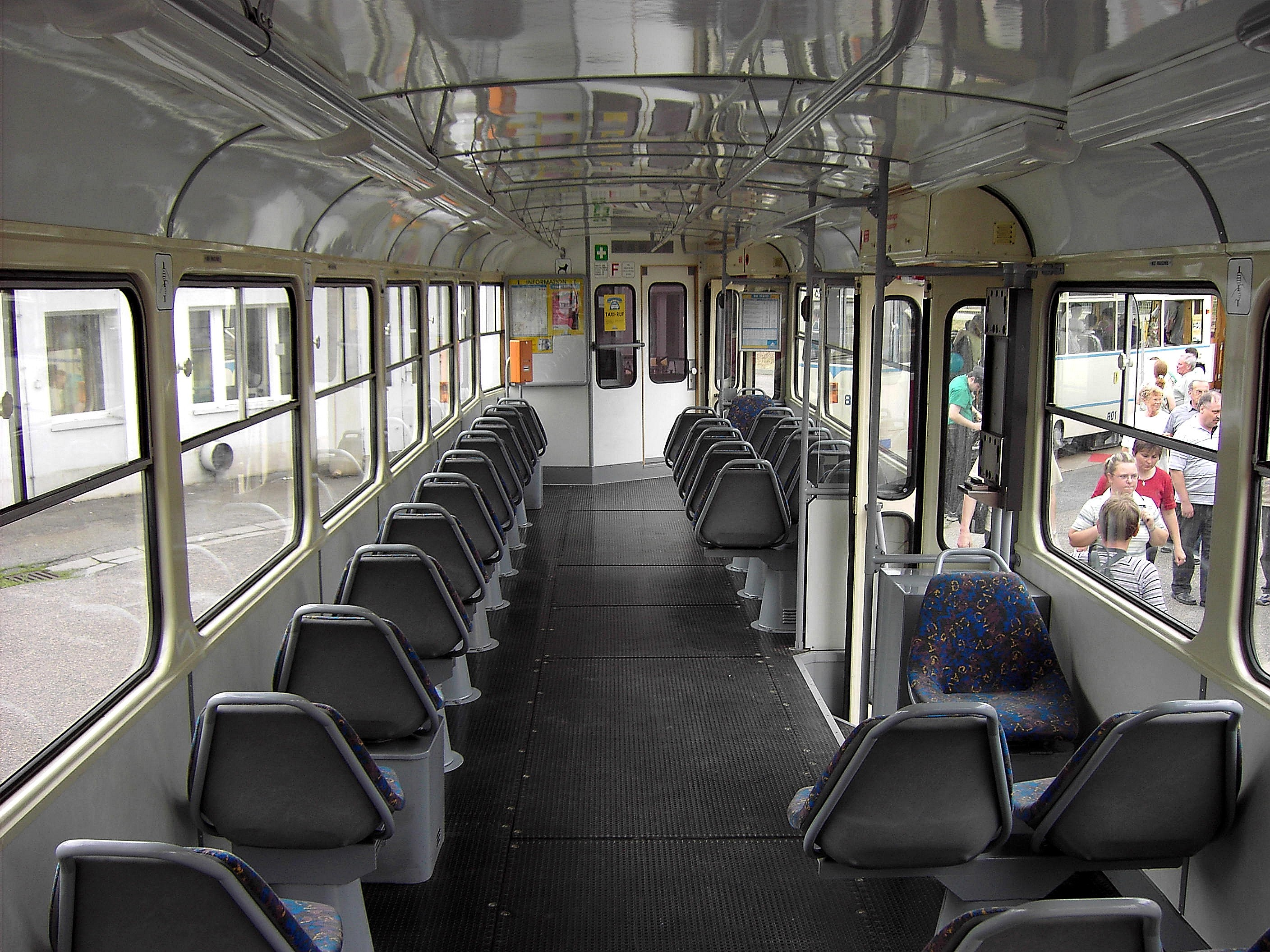
車内

## 運用

### 東ドイツ時代
カール＝マルクス＝シュタット市電向けの最初の車両（T3D）の製造は1968年から始まり、1969年2月25日から営業運転を開始した。当初はT3Dの単行運転（1両編成）のみ設定されていたが、車両の増備に加えて改軌の進行や道路と分離された専用軌道区間の整備によって運行範囲が広がると連結運転が主体となった。これによりゴータカーは1974年までに営業運転を終了し、一部車両は動態・静態保存や東ドイツ他都市への譲渡が行われた。同年時点でカール＝マルクス＝シュタット市電に在籍していたタトラT3Dの車両数は合計78両（T3D：52両、B3D：27両）で、2両（T3D + T3D）および3両（T3D + T3D + B3D）で運用された。中でも後者は高い輸送力から需要が多い系統で多数設定され、1976年から1977年にかけて開通した6号線では3両編成のタトラT3Dが最短3分間隔で走行し、1時間で8,000人もの輸送が可能であった。またT3D・B3Dの増備が進む中で従来の車庫の収容力では追い付かなくなった事で、1977年には新たな車庫の新設も実施された。
それ以降もカール＝マルクス＝シュタット市電の標準軌の路線網の拡大に合わせてT3D・B3Dの増備が進み、1988年まで長期に渡って製造が行われた。同年時点で在籍していた車両数はT3Dが132両（401 - 532）、B3Dが62両（701 - 762）であったが、そのうちT3Dの1両（415）については1979年に作業車（1105）へ改造されていたため、営業運転に使用されていた車両は合計193両だった。

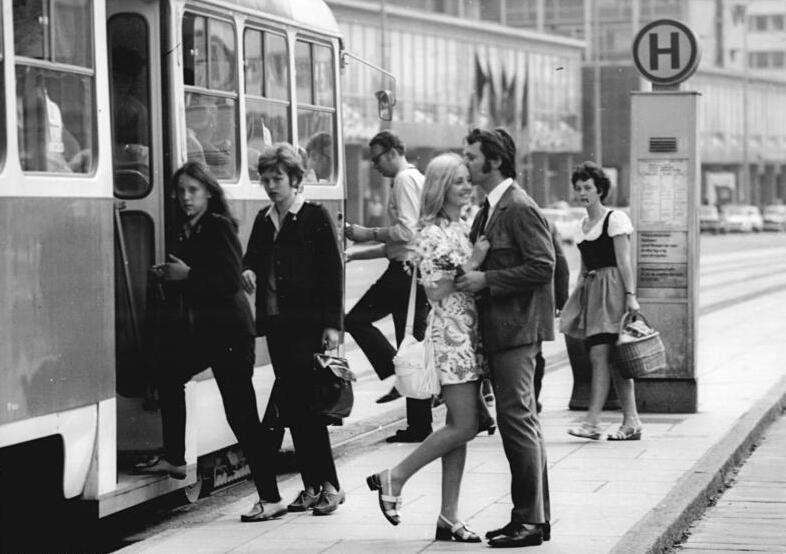
電停に停車するT3D（1972年撮影）
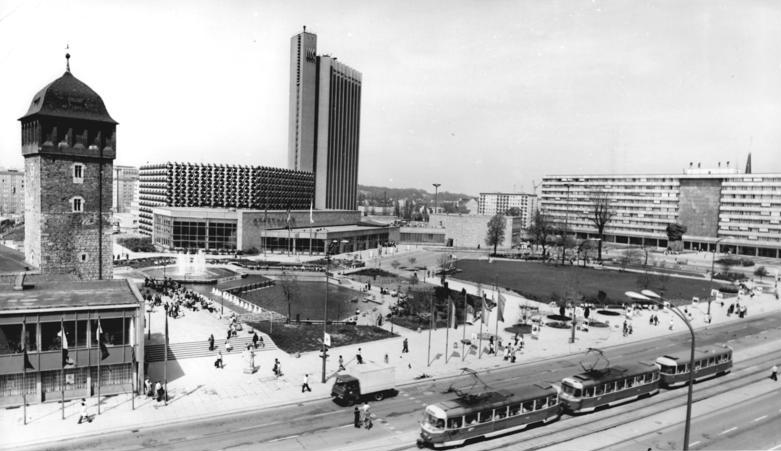
3両編成を組むT3D・B3D（1977年撮影）

### ドイツ時代
東ドイツの民主化やドイツ再統一の流れの中で、カール＝マルクス＝シュタット市電改めケムニッツ市電の運営権は1990年にカール＝マルクス＝シュタット地方輸送会社（VNK）からケムニッツ市が所有するケムニッツ交通（Chemnitzer Verkehrs-Aktiengesellschaft、CVAG）へと移管された。再統一後、同事業者は所有するタトラT3D・B3Dの近代化を決定し、ドイツ・ワゴンバウ（現：ボンバルディア・トランスポーテーション）で更新工事が実施された。工事内容は下記のように多岐に渡るものになった。
- 床下へのカバーの設置 - 騒音の抑制を目的に、台車や床下機器がカバーに覆われた。
- 行先表示装置の大型化 - 前方や側面に設置された行先表示装置（方向幕）を大型のものへと交換。ただし、連結運転時に2両目に連結されるT3D（偶数番号）の前面の方向幕は原型のまま維持された。
- 前照灯の変更 - T3Dの前照灯が丸形から角形へ交換された。
- 乗降扉の交換 - 従来の折戸から両開きのプラグドアへと変更。ただし連結運転時に1両目に連結される車両（T3D：奇数番号）は運転台を拡張した関係で前方の扉が片開き式となった。
- 一部車両の連結器の撤去 - 連結運転時に先頭に立つ奇数番号のT3Dについては、不必要となった前方の連結器が撤去された。
- 制御装置の変更 - 従来の抵抗制御から電機子チョッパ制御へと改められた。
- 集電装置の交換 - T3Dの集電装置を従来の菱形パンタグラフからシングルアーム式パンタグラフへ交換。これにより運転士による集電装置の操作の簡素化が実現した。
- 塗装変更 - 水色を基調に床下のカバー部分や窓上の帯を黄色、上部を白色とした。ただし後述のように一部車両は広告塗装を纏っている。

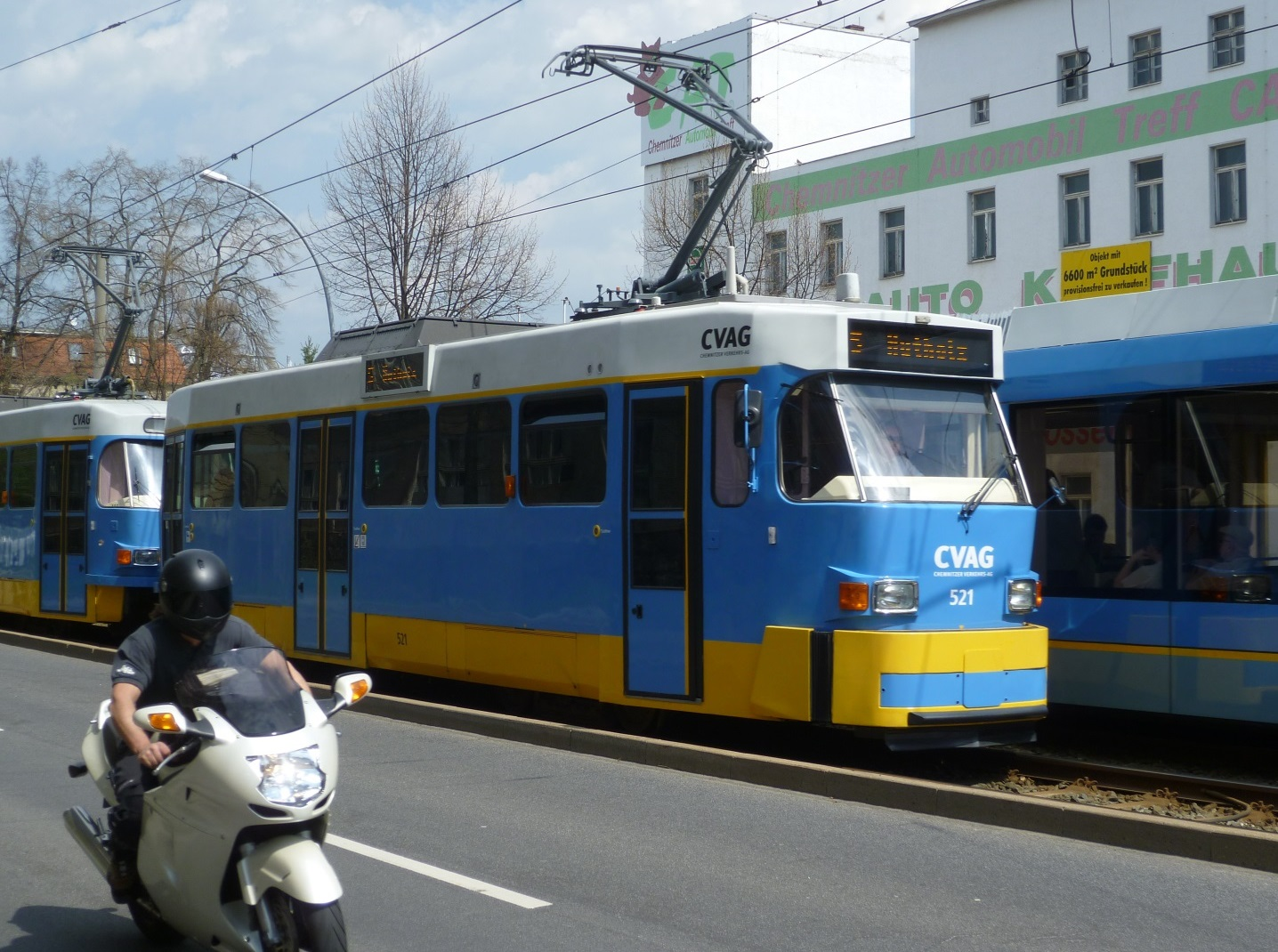
T3D-M（2013年撮影）
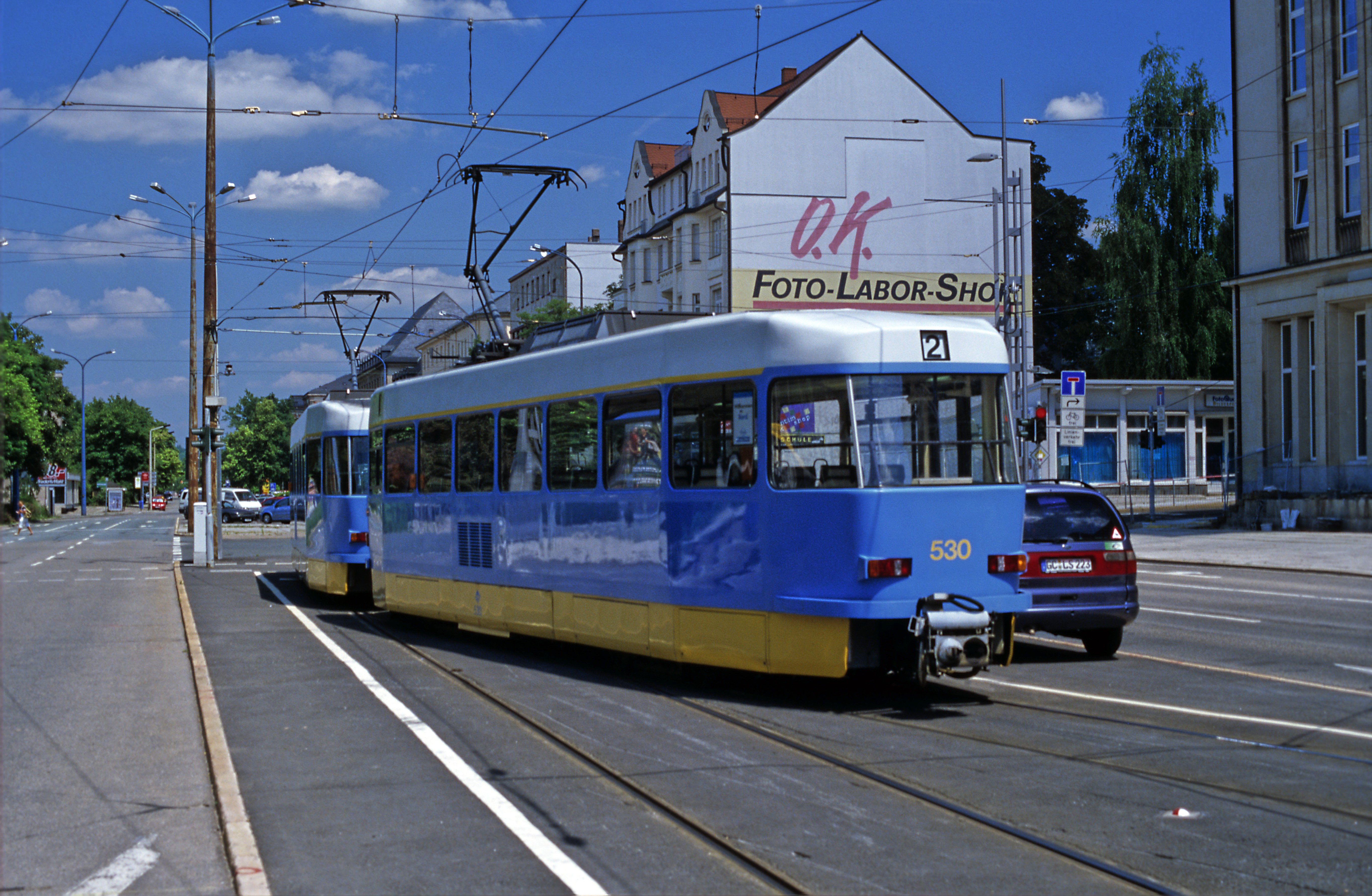
T3D-M（後方）（2006年撮影）

更新の対象となった車両は形式名を「T3D-M（←T3D）」「B3D-M（←B3D）」に改め、1992年から営業運転に投入された。以降は1994年までに36両のT3D（497 - 532）および14両のB3D（749 - 762）が改造を受けた。一方、それ以外の車両も床下のカバーの設置や前面窓ガラスの形状変更、集電装置の交換などの改造が実施されたが、1990年代以降の経済の停滞から車両に余剰が生じ、1990年代後半以降更新の対象外となった車両から順次廃車が行われる事となった。更に同年代からはバリアフリーに適した超低床電車（部分超低床電車）のバリオバーンの導入による置き換えも進み、未更新車両は2002年7月31日をもって営業運転を終了した。

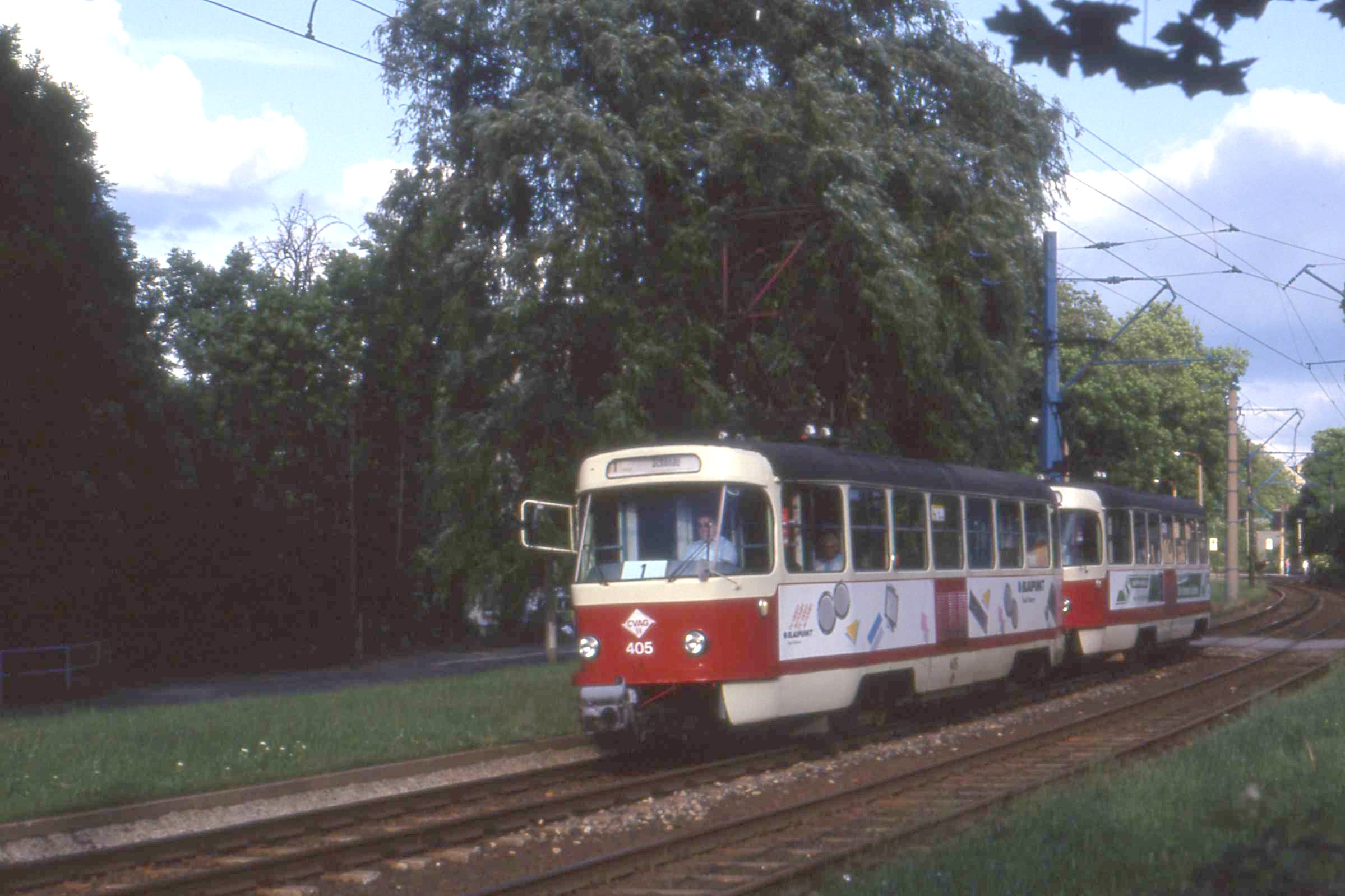
集電装置を交換した未更新車両（1993年撮影）
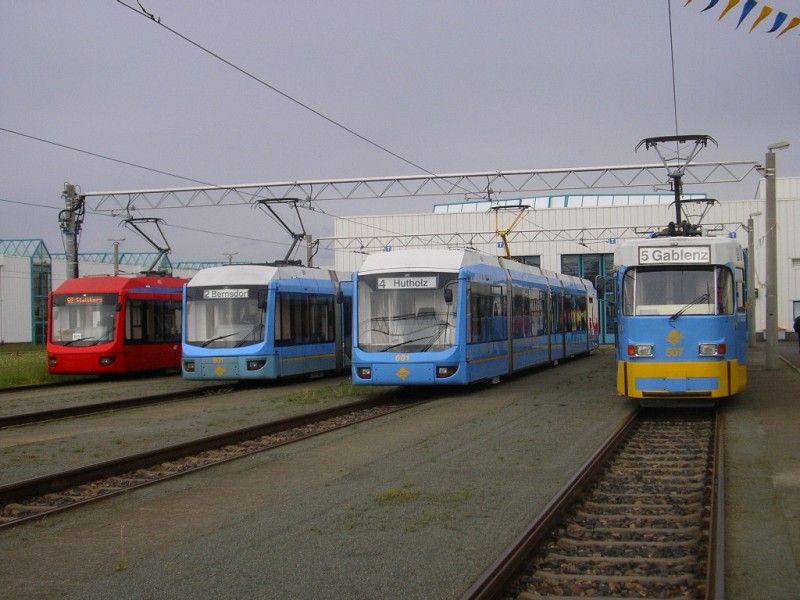
2002年以降は更新車両（右）と超低床電車のバリオバーンが使用された（2006年撮影）

その後もT3D-MおよびB3D-Mについては2両編成（T3D-M：奇数番号 + T3D-M：偶数番号）および3両編成（T3D-M：奇数番号 + T3D-M：偶数番号 + B3D-M）で運用され、2007年から2008年にかけては行先表示装置のLEDマトリクス化が実施されたが、それに先立つ2004年からこれらの更新車両の廃車も行われるようになり、2010年6月をもってB3D-Mおよび3両編成の営業運転が終了した。残存するT3D-Mについても廃車が進んでいるが、2019年の時点でも平日を中心に22両が定期運用に使われている。そのうち519 + 509についてはケムニッツ路面電車博物館（Straßenbahnmuseum Chemnitz）の広告塗装として更新前の塗装に復元されている。

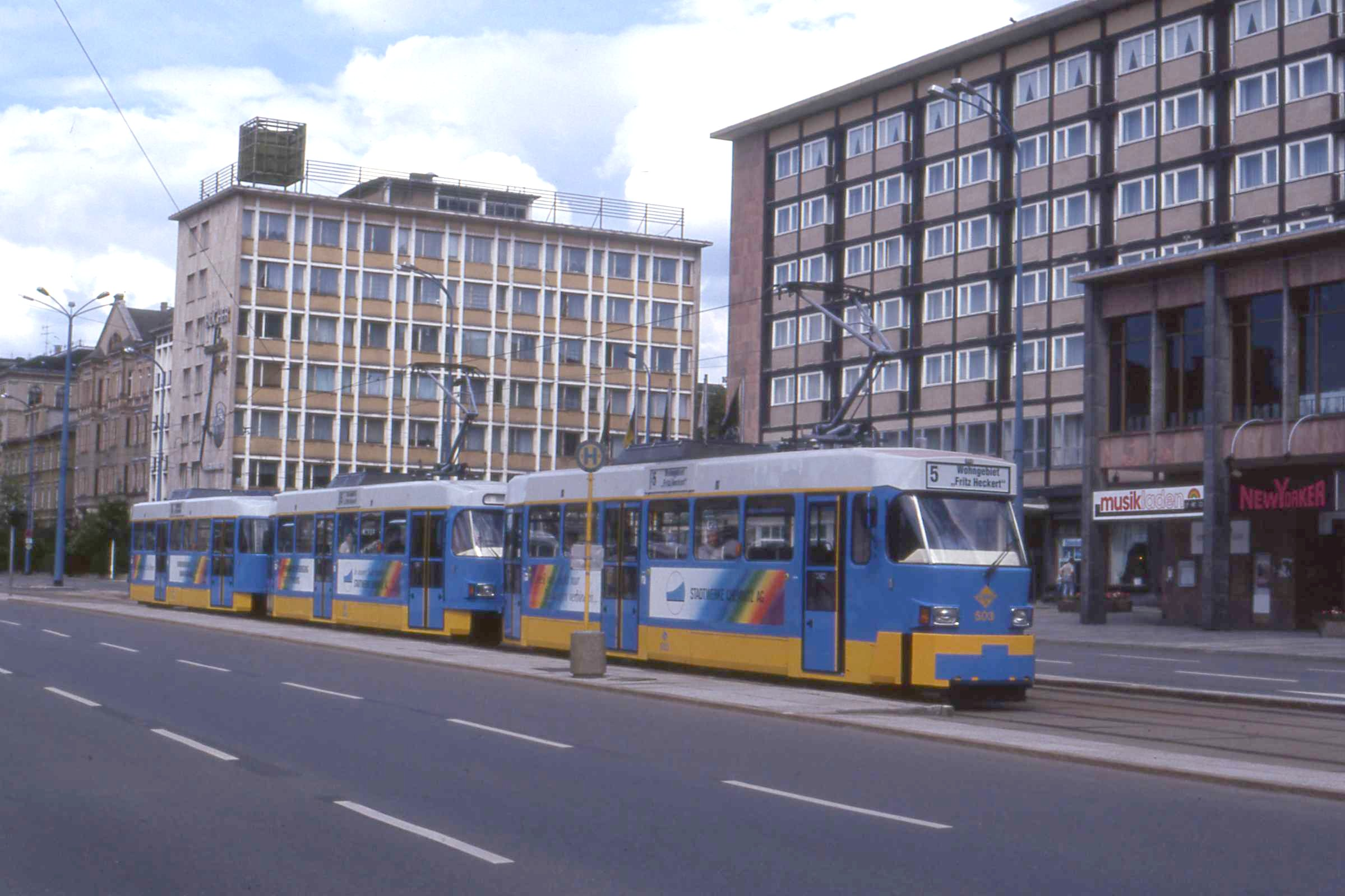
3両編成は2010年まで運行された（1993年撮影）
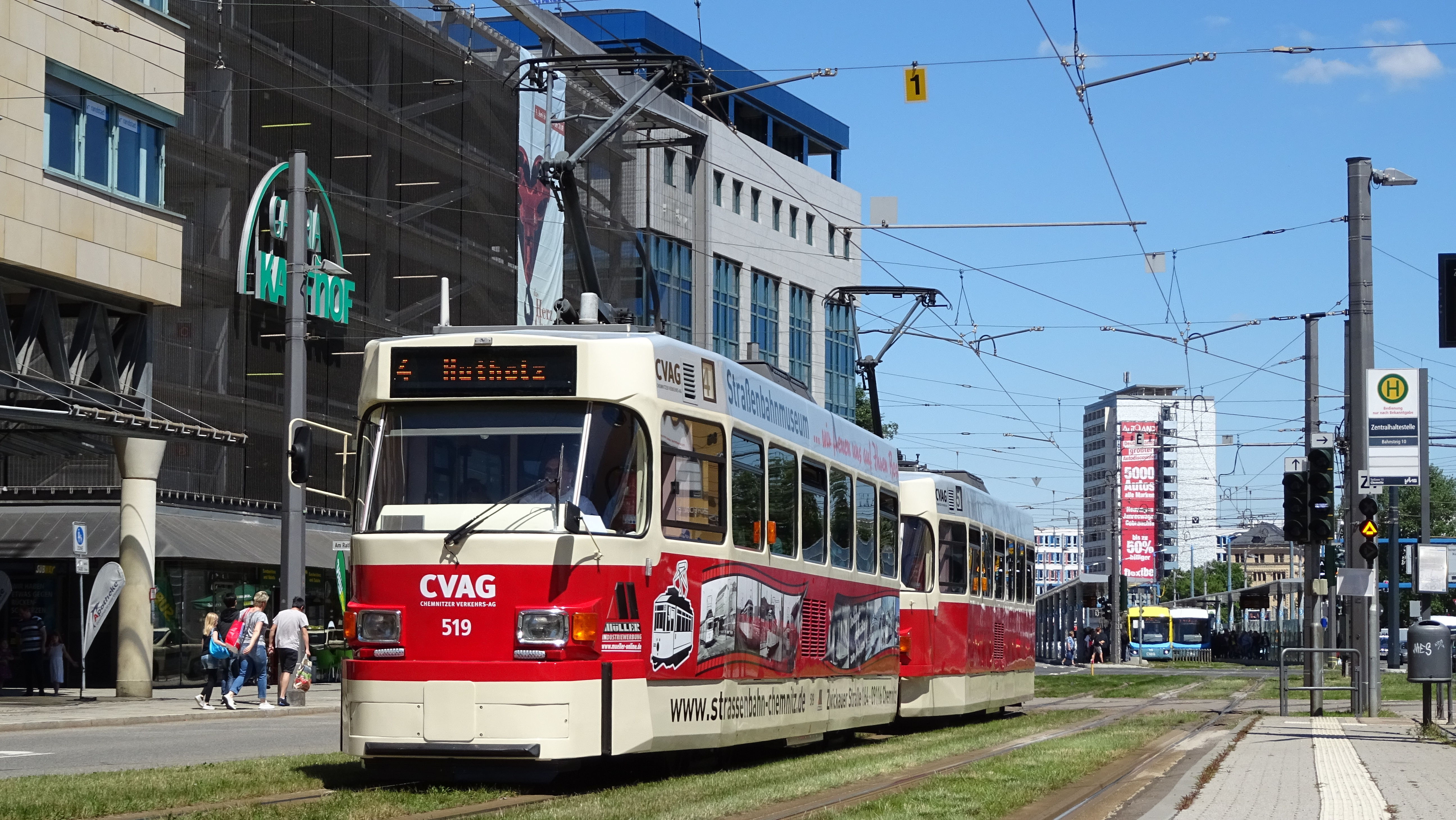
原色へ復元された519 + 509の2両編成（2018年撮影）

一方、未更新車両のうちT3Dの2両（401・402）およびB3Dの1両（713）は歴史的な車両としてケムニッツ路面電車博物館に保存されている他、T3Dのうち4両（403・405・409・410）については事業用車両に改造され、2020年現在もケムニッツ交通に在籍している。

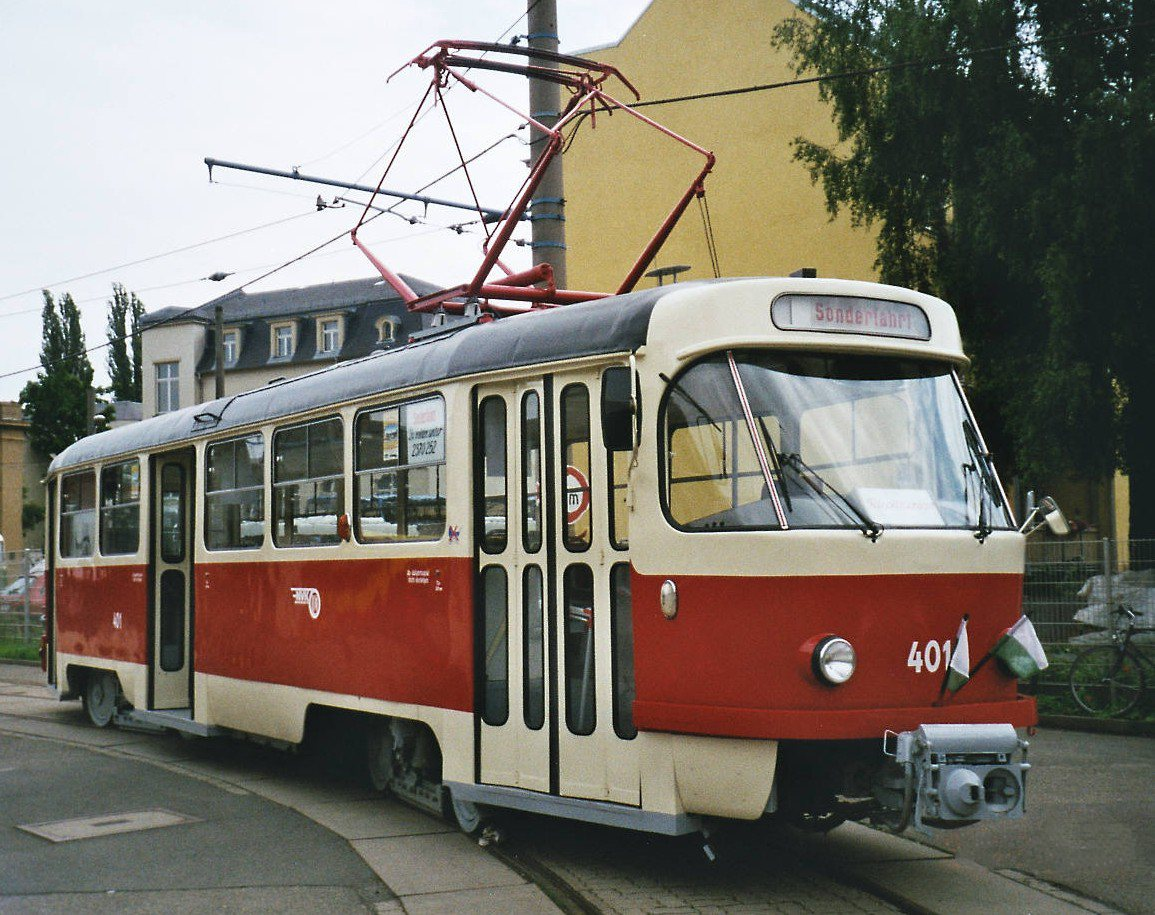
401は動態保存が行われている（2007年撮影）
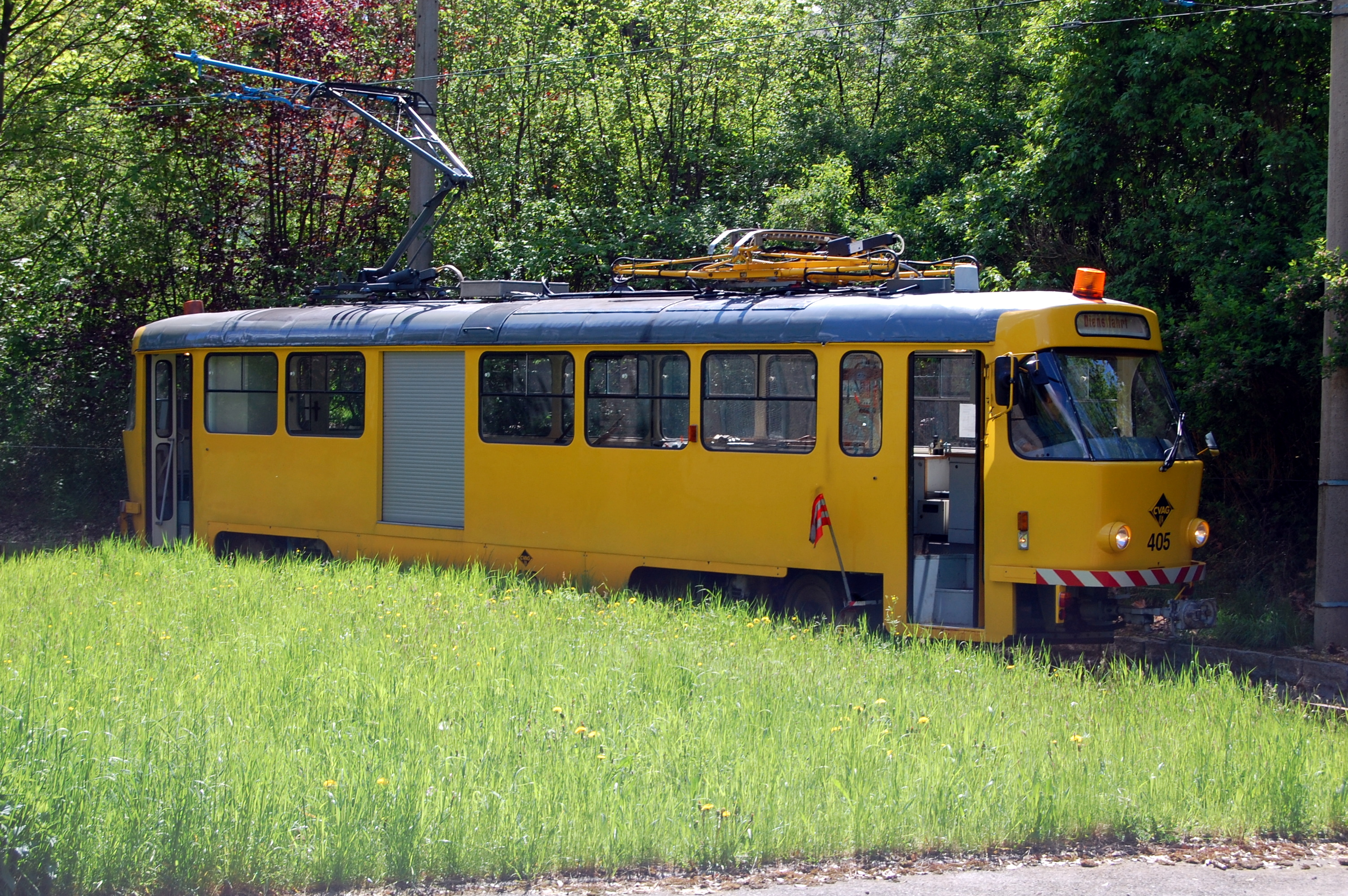
事業用車両へ改造された405（2008年撮影）

## 今後の予定
2019年以降、ケムニッツ交通では残存するT3M-Dの置き換え用としてチェコのシュコダ・トランスポーテーション製の超低床電車であるシュコダ35Tの導入が進んでおり、予定されている14両の導入が完了次第、T3M-Dは全車とも営業運転を終了する事になっている。

## 譲渡
ケムニッツ市電で廃車となったT3D・B3Dの中で、事業用車両への改造や保存が実施されなかった車両の多くは解体された一方、一部はロシア連邦やカザフスタン各都市の路面電車への譲渡が行われている。
- ロシア連邦：ウラジカフカス（ウラジカフカス市電） - 1998年にT3Dを譲渡。
- カザフスタン：アルマトイ（アルマトイ市電） - 1998年・2002年・2004年にT3Dを譲渡。事業用車両も含む。
- ロシア連邦：ウファ（ウファ市電） - 2000年 - 2002年・2007年にT3Dを譲渡。事業用車両も含む。
- ロシア連邦：バルナウル（バルナウル市電） - 2011年にB3D-Mを譲渡。
- ロシア連邦：ビイスク（ビイスク市電） - 2011年にB3D-Mを譲渡。

## 主要諸元
| 形式           | 形式           | T3D                                                        | B3D                                                        | T3D-M                                                      | T3D-M                                                      | B3D-M                                                      |
| 車両番号       | 車両番号       | 401 - 532                                                  | 701 - 762                                                  | 497 - 531 (奇数番号)                                       | 498 - 532 (偶数番号)                                       | 749 - 762                                                  |
| 車体長         | 車体長         | 14,000mm                                                   | 14,000mm                                                   | 14,000mm                                                   | 14,000mm                                                   | 14,000mm                                                   |
| 車体幅         | 車体幅         | 2,500mm                                                    | 2,500mm                                                    | 2,500mm                                                    | 2,500mm                                                    | 2,500mm                                                    |
| 車体高         | 車体高         | 3,052mm                                                    | 3,052mm                                                    | 3,052mm                                                    | 3,052mm                                                    | 3,052mm                                                    |
| 固定軸距       | 固定軸距       | 1,900mm                                                    | 1,900mm                                                    | 1,900mm                                                    | 1,900mm                                                    | 1,900mm                                                    |
| 台車中心間距離 | 台車中心間距離 | 6,400mm                                                    | 6,400mm                                                    | 6,400mm                                                    | 6,400mm                                                    | 6,400mm                                                    |
| 重量           | 重量           | 17.3t                                                      | 13.8t                                                      | 18.5t                                                      | 18.3t                                                      | 12.3t                                                      |
| 定員           | 着席           | 28人                                                       | 29人                                                       | 30人                                                       | 30人                                                       | 30人                                                       |
| 定員           | 立席           | 53人                                                       | 62人                                                       | 53人                                                       | 54人                                                       | 62人                                                       |
| 主電動機出力   | 主電動機出力   | 43kw                                                       | －                                                         | 45kw                                                       | 45kw                                                       | －                                                         |
| 出力           | 出力           | 172kw                                                      | －                                                         | 180kw                                                      | 180kw                                                      | －                                                         |
| 制御方式       | 制御方式       | 抵抗制御                                                   | －                                                         | 電機子チョッパ制御                                         | 電機子チョッパ制御                                         | －                                                         |
| 制動装置       | 制動装置       | 発電ブレーキ ディスクブレーキ 電磁吸着ブレーキ             | ソレノイドブレーキ ディスクブレーキ 電磁吸着ブレーキ       | 発電ブレーキ ディスクブレーキ 電磁吸着ブレーキ             | 発電ブレーキ ディスクブレーキ 電磁吸着ブレーキ             | ソレノイドブレーキ ディスクブレーキ 電磁吸着ブレーキ       |
| 注釈           | 注釈           | 1. 2.                                                      | 1. 2.                                                      | 1. 2.                                                      | 1. 2.                                                      | 1. 2.                                                      |
| 参考           | 参考           | [ 1 ] [ 2 ] [ 3 ] [ 5 ] [ 17 ] [ 18 ] [ 19 ] [ 20 ] [ 21 ] | [ 1 ] [ 2 ] [ 3 ] [ 5 ] [ 17 ] [ 18 ] [ 19 ] [ 20 ] [ 21 ] | [ 1 ] [ 2 ] [ 3 ] [ 5 ] [ 17 ] [ 18 ] [ 19 ] [ 20 ] [ 21 ] | [ 1 ] [ 2 ] [ 3 ] [ 5 ] [ 17 ] [ 18 ] [ 19 ] [ 20 ] [ 21 ] | [ 1 ] [ 2 ] [ 3 ] [ 5 ] [ 17 ] [ 18 ] [ 19 ] [ 20 ] [ 21 ] |